# Jimmy Jay
Pour les articles homonymes, voir Jay.
Christophe Viguier, alias Jimmy Jay, né à Thiais en 1971, est un producteur de hip-hop et rap français. Il est connu pour avoir produit les premiers albums de nombreux rappeurs dans les années 1990, dont MC Solaar, sous son label Jimmy Jay Productions.

## Biographie
Jimmy Jay fait ses premiers mix en 1987 où à seize ans il mixe au Midnight Express à la Défense, en banlieue parisienne, ou au Metropolis à Rungis, où il assura notamment la première partie du concert du groupe de funk D. Train. Il fait parler de lui en 1989 en devenant champion de France de DJ DMC, évènement où il rencontre MC Solaar.
À 17 ans il gagne 300 000 francs au Loto et avec l'aide de ses parents achète un Mac, une carte audio, un micro et un local à la porte de Bagnolet à Paris qu'il transforme en studio d'enregistrement et où il réalise les maquettes de MC Solaar, des remix de Timide et sans complexe et accueille Sléo, les Sages poètes de la rue et Ménélik.
Il produit le premier album de MC Solaar en 1991 : Qui sème le vent récolte le tempo, qui, avec les singles Bouge de là, Caroline et Victime de la mode est un succès.
En 1992, il réalise l'album de Soon E MC, Rap jazz soul, puis Les Cool Sessions, vol. 1 en 1993 réunissant Ménélik, Démocrates D, les Sages poètes de la rue, MC Janik, MC Solaar, La Funk Mob (Zdar et Boom Bass), etc. Il produit le duo de Guru et MC Solaar Le bien, le mal sur Jazzmatazz Vol. 1.
Le deuxième album de MC Solaar, Prose combat sort en 1994, de nouveau produit par Jimmy Jay, avec Boom Bass. Il prend par la suite ses distances avec le MC, pour divergence artistique. Il réalise en 1995 l'album La voie du peuple de Démocrates D, mais aussi Ensemble pour une nouvelle aventure de Sléo, et Phenomenelik de Ménélik. La même année il est producteur exécutif de Qu'est-ce qui fait marcher les sages? des Sages Poètes de la Rue produit par Melopheelo, Zoxea et DJ Logilo.
Arrive en 1996 Les Cool Sessions, vol. 2 avec DJ Seeq, Logilo, etc. Il produit la même année la compilation Hip-hop non stop, l'album OPA sur la rue de Lamifa et Engrenage mortel du groupe Madison & Chrysto, puis en 1997 Break Beat volume 1 par DJ Seeq.
En 2002, il revient avec Jo'productions volume 1, puis relance son label en 2006 avec les albums Overjoyed de Jennifer Kay et Raptime de Ricardo, ainsi que Break Beat volume 2. Il en profite pour publier divers playlist sur Wat TV, poussé par un ami. Après deux ans d'absence à la suite d'une grave maladie, il prépare en 2009 les Cool sessions 3 qui sortiront finalement en 2013.
Le 19 février 2017, il publie sur son compte YouTube le titre Sentinel Nord de MC Solaar ; ce titre vieux de vingt-cinq ans, aurait été écarté des albums studios.

## Discographie
- 1991 : Qui sème le vent récolte le tempo de MC Solaar
- 1992 : Rap jazz soul de Soon E MC
- 1993 : Les Cool Sessions, vol. 1
- 1994 : Prose combat de MC Solaar
- 1995 :
  - La voie du peuple de Démocrates D,
  - Qu'est-ce qui fait marcher les sages? des Sages poètes de la rue,
  - Ensemble pour une nouvelle aventure de Sléo,
  - Phenomenelik de Ménélik
- 1996 :
  - Les Cool Sessions, vol. 2,
  - Hip-hop non stop,
  - Hip-hop non stop 2,
  - willy roots breakbeat,
  - hug ( cd 2 titres ),
  - OPA sur la rue de Lamifa,
  - Engrenage mortel de Madison & Chrysto
- 1997 : Break Beat volume 1 de DJ Seeq
- 2002 : Jo'productions volume 1
- 2006 :
  - Overjoyed de Jennifer Kay,
  - Raptime de Ricardo,
  - Break Beat volume 2 de DJ Seeq
- 2013 : Les Cool Sessions, vol. 3, mai 2013[réf. souhaitée]
- 2014 : Les Cool Sessions, vol. 4[réf. souhaitée]
- 2015 : Bande originale, Austin, Nakamaste, Benda, Vicmacknewman...[pas clair]